# Charles Crahay
Charles Jean Albert Marie Edmond Crahay (ur. 9 listopada 1889, zm. ?) – belgijski szermierz, srebrny medalista olimpijski.
Na igrzyskach olimpijskich w Antwerpii w 1920 roku był szósty we florecie drużynowym, a indywidualnie odpadł w półfinałach. Na rozgrywanych cztery lata później igrzyskach olimpijskich w Paryżu Belgowie w składzie: Désiré Beaurain, Charles Crahay, Fernand de Montigny, Maurice Van Damme, Marcel Berré i Albert De Roocker zdobyli srebrny medal we florecie drużynowym. Indywidualnie dotarł do ćwierćfinałów. Brał też udział w igrzyskach olimpijskich w Amsterdamie w 1928 roku, gdzie był czwarty w turnieju drużynowym. Indywidualnie tym razem nie wystąpił.
Nie zdobył medalu mistrzostw świata.